# Liste de bibliothèques de tracé d'éléments 2D
Les bibliothèques d'affichage 2D se classent en deux familles : matricielle et vectorielle (ces dernières permettent généralement l'affichage d'images matricielles).
Les bibliothèques d'affichage 2D servent souvent de fondement pour les bibliothèques d'interface utilisateur. Comme pour ces dernières, les bibliothèques d'affichage 2D sont extrêmement dépendantes de la plateforme.

## Système d'exploitation

### Multi-plateforme
- Cairo, bibliothèque d'affichage 2D vectorielle utilisée par les bibliothèques d'interface utilisateur GTK+, FLTK et GNUstep.
- draw2d, bibliothèque d'affichage 2D vectorielle développé dans le langage Go.
- Arthur, la bibliothèque d'affichage 2D vectorielle de Qt.
- Evas, bibliothèque d'affichage 2D matricielle utilisée dans l'environnement de bureau libre Enlightenment.

### Windows
- GDI et GDI+, bibliothèque d'affichage 2D vectorielle de Windows.
- Direct2D, bibliothèque d'affichage 2D vectorielle de Windows intégrée à DirectX.
- DirectDraw, bibliothèque d'affichage 2D vectorielle intégrée à DirectX (dépréciée en faveur de Direct2D).

### macOS
- Quartz, la bibliothèque d'affichage 2D vectorielle de macOS.
- QuickDraw, la bibliothèque d'affichage 2D matricielle de Mac OS Classique (dépréciée en faveur de Quartz).

### Unix, BSD et Linux
- XCB, la bibliothèque d'affichage 2D matricielle implémentant la partie cliente du standard X Window System.
- Xlib, la bibliothèque d'affichage 2D matricielle implémentant la partie cliente du standard X Window System (dépréciée en faveur de XCB).

## Machine virtuelle

### Plate-forme Java
- Java2D, partie intégrante de l'API Java SE.

### Framework .NET
- Windows Presentation Foundation.

## Web
- SVG, langage XML pour l'affichage 2D vectoriel.
- Canvas, balise HTML 5 permettant de faire de l'affichage 2D bitmap.